# Relatív többség

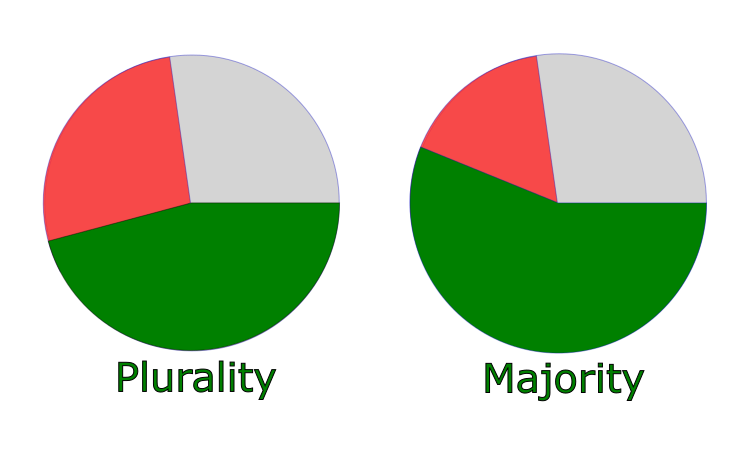
Kördiagramok a relatív többség (bal oldalt, angolul plurality) és az abszolút többség (jobb oldalt, angolul majority) körti különbség illusztrálására. Bal oldalt a zöld csak relatív többséggel rendelkezik, jobb oldalt abszolút többséggel.

A relatív többség az egésznek azt a részét jelenti, amely nagyobb, mint bármely más rész. Fogalompárja az abszolút többség, amely azt is megköveteli, hogy az adott része nagyobb legyen, mint az egész fele. Abszolút többség hiányában a relatív többség a legynagyobb kisebbséget jelenti. 
A relatív többséget gyakran használják szavazásokkal kapcsolatban. Például, ha 100 leadott szavazat úgy oszlik meg, hogy A jelölt 45-öt, B jelölt 30-at és C jelölt 25-öt kap, akkor az A jelölt szerezte a legtöbb szavazatot, így relatív többséggel bír, de mivel nem szerezte meg a szavazatok felét, nem bír abszolút többséggel. A relatív többség alkalmazásánál gyakran implicit az egy X-es szavazás használata, de ez nem szükségszerű.
A többség szó önmagában (vagy az egyszerű többség kifejezés). Egyes nyelvekben a többségre két külön szót használnak, például az angolban az abszolút többséget majoritynek hívják, míg a relatív többség megfelelője a plurality.  

## Fordítás
Ez a szócikk részben vagy egészben  a   Plurality (voting) című angol Wikipédia-szócikk ezen változatának fordításán alapul.  Az eredeti cikk szerkesztőit annak laptörténete sorolja fel. Ez a jelzés csupán a megfogalmazás eredetét és a szerzői jogokat jelzi, nem szolgál a cikkben szereplő információk forrásmegjelöléseként.